# Atlas (California)
Atlas es un área no incorporada ubicada en el condado de Napa en el estado estadounidense de California.

## Geografía
Atlas se encuentra ubicada en las coordenadas 38°25′45″N 122°14′53″O / 38.42917, -122.24806.